# Sinocyclocheilus microphthalmus
Sinocyclocheilus microphthalmus är en fiskart som beskrevs av Li, 1989. Sinocyclocheilus microphthalmus ingår i släktet Sinocyclocheilus och familjen karpfiskar. IUCN kategoriserar arten globalt som sårbar. Inga underarter finns listade i Catalogue of Life.